# 俳誌 初花
俳誌『初花』（はいし はつはな）は昭和59年に堀内雄之によって創刊された俳句の雑誌・結社。

## 概要
『俳句を心の生き甲斐に、且つ誌友が自由に意見を述べられる、地方色豊かな俳誌』を目標としている。

## 歴史
- 昭和59年、堀内雄之55歳の時創刊[1]。
- 平成4年、初代主宰者堀内雄之がなくなり、 村岡黎史が2代目に就任[2]。
- 平成6年、堀内律子、創刊者堀内雄之の伝記『忘れ得ぬ人々』製作[3]。
- 平成6年、堀内律子、堀内雄之の句碑建設[1]。
- 平成7年、10周年記念会開催[4]。
- 平成7年、堀内律子、 『絣解く 堀内雄之句集』を製作[5]。
- 平成11年、堀内律子、『年の春 堀内雄之遺句集 １』を製作[6]。
- 平成12年、15周年記念会開催[7]。
- 平成12年、堀内律子、『年の春 堀内雄之遺句集 ２』を製作[8]。
- 平成11年、大本あきらが3代目主宰者に就任[2]。
- 平成14年、大本あきらが句集『はつはな』製作[9]。
- 平成14年、堀内律子が4代目主宰に就任[2]。

## 歴代主宰
- 初代　堀内雄之[1]
- 二代　村岡黎史[1]
- 三代　大本あきら[10]
- 四代　堀内律子[1]